# Aluminaat
Een aluminaat is een verbinding waarin aluminium voorkomt als AlO2− of AlO33−. Aluminium gedraagt zich daarin als een niet-metaal. Hierin komt het amfotere karakter van aluminium tot uiting. De verbindingen kunnen opgevat worden als de zouten van de zuren HAlO2 of H3AlO3. Als zuur bestaan deze stoffen niet, maar als aan een oplossing van een  aluminiumzout natronloog wordt toegevoegd slaat eerst aluminiumhydroxide neer (Al(OH)3) dat bij toevoegen van meer loog vervolgens weer in oplossing gaat onder afsplitsing van H+-ionen. Op deze wijze ontstaat een oplossing van natriumaluminaat.